# De la captivité babylonienne de l'Église
De la captivité babylonienne de l'Église, ou La Captivité babylonienne de l'Église  (en latin : De captivitate Babylonica ecclesiæ), est l'un des trois grands traités écrits par Martin Luther en 1520 à Wittemberg. Ce texte suit À la noblesse chrétienne de la nation allemande et précède De la liberté de la chrétienté (de).
L'ouvrage porte sur la théologie et, en tant que tel, est publié en latin, langue traditionnelle des traités, et en allemand (Von der babylonischen Gefangenschaft der Kirche).

## Contenu

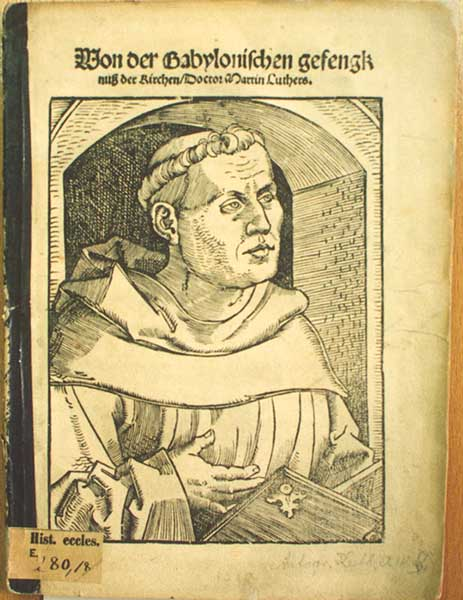
Gravure de Hans Baldung pour l'édition allemande de 1520.

Martin Luther accuse l'Église catholique et la papauté de maintenir le christianisme en captivité : il assimile la Rome pontificale à la Babylone biblique qui a enlevé et retenu captifs les Hébreux hors de leur patrie. De la même manière, le pape emprisonne l'Église du Christ en utilisant la théologie. Il écrit notamment : « Ayant réduit l'Église en captivité, la tyrannie romaine s'est attaquée à son âme en lui enlevant le sacrement, alors que le sacrement n'appartient pas aux prêtres mais à tous. »
Avec ce traité, Luther rompt avec la doctrine des sacrements professée par l'Église de Rome. Il remet en question le nombre de sept sacrements dans le catholicisme. Selon lui, il n’en existe que trois : le baptême, la pénitence et la Cène du Seigneur. 
Le caractère sacramentel de la pénitence reste d'ailleurs ambigu pour Luther. Comme dans les 95 thèses, il voit plutôt la pénitence comme un retour au baptême. 
Luther identifie trois « captivités » liées à la messe, dont la doctrine de la transsubstantiation et le fait que le vin du calice soit réservé aux prêtres.

## Réédition commentée
- Martin Luther, La Captivité babylonienne de l'Église, introduction de Thomas Kaufmann, Genève, Labor et Fides, coll. Classiques, 2015, 574 p.